# George M. Bibb
George Mortimer Bibb (Condado do Príncipe Eduardo, 30 de outubro de 1776 – Washington, D.C., 14 de abril de 1859) foi um advogado e político norte-americano.

## Biografia
Bibb nasceu no Condado do Príncipe Eduardo, estudando na Faculdade Hampden–Sydney e depois na Faculdade de Guilherme e Maria, onde se formou em 1792. Ele estudou direito e praticou advocacia durante um curto período na Virgínia, mudando-se depois em 1798 para Lexington no Kentucky.
Ele foi eleito para a legislatura estadual em 1806, 1810 e 1817; nesse meio tempo Bibb foi nomeado em 1808 como juiz do tribunal de apelações de Kenrucky, alcançando a posição de chefe de justiça do tribunal no ano seguinte e exercendo o cargo até renunciar em 1810. Ele em seguida foi eleito Senador em 1811, servindo até renunciar em 1814.
Bibb voltou a praticar advocacia em Lexington até mudar-se em 1816 para Frankfort, sendo novamente em 1827 nomeado chefe de justiça do tribunal de apelações. Ele renunciou outra vez no ano seguinte e foi eleito Senador mais uma vez, servindo na posição até 1835. Bibb foi nomeado Secretário do Tesouro dos Estados Unidos em 1844 pelo presidente John Tyler, servindo como tal até o fim da presidência de Tyler em 1845.
Bibb voltou para a advocacia, desta vez em Washington, D.C., ao sair do Gabinete Presidencial e também trabalhou como assistente do escritório do Procurador-Geral. Ele morreu em abril de 1859 aos 82 anos de idade.